# Harre Herred

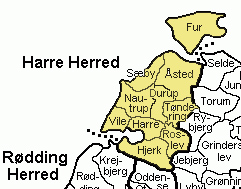
Harre Herred

Harre Herred was een herred in het voormalige Viborg Amt in Denemarken. Het wordt in Kong Valdemars Jordebog vermeld als Hargæhæreth. In 1970 werd het gebied deel van de nieuwe provincie Viborg.
Harre omvatte oorspronkelijk 10 parochies.
- Durup
- Fur
- Glyngøre
- Harre
- Hjerk
- Nautrup
- Roslev
- Sæby
- Tøndering
- Vile
- Åsted